# 新開高等学院
新開高等学院（しんかいこうとうがくいん）は、埼玉県越谷市に所在する通信制高校のサポート校である。2025年に開校し、不登校経験のある生徒や、個別支援を必要とする若者を対象にした学習支援を提供している。高校卒業資格の取得や大学進学、就職など多様な進路支援に対応しており、特に心理的安全性と個別対応を重視した教育が特徴である。

## 概要
新開高等学院は、埼玉県越谷市（南越谷駅周辺）に位置し、通信制高校「明誠高等学校」（益田永島学園）と提携するサポート校として2025年に設立された。週1回から通学可能な柔軟な学習スタイルを採用し、生徒一人ひとりのペースや興味関心に応じた学習サポートを行っている。
開校当初から授業料の50％割引キャンペーンなどを実施し、心理的な安全性の確保と個別指導による支援体制が評価されている。高卒資格取得率は提携校の実績ベースで97％とされる。

## 教育方針と特徴
新開高等学院の主な特徴は以下の通りである：
- 心理的安全性の確保：独自アプリによる悩みの可視化、いじめ防止対策が講じられている。
- 探究的学びの推進：「見つける・探究する・つなげる」の3ステップ型探究学習を導入。プログラミング、音楽、動画制作、料理、YouTube活動など多彩な体験を通じて将来の進路と結びつける。
- 大学進学・英語学習支援：総合型選抜（旧AO入試）や英語学習、留学希望者への支援を行っている。

## 運営法人と代表
運営は株式会社テトリオ。代表の乗松拓弥は元公立学校教員であり、大学受験塾や私立学校の設立経験を持つ。教育現場で出会った不登校や通信制高校の生徒たちの課題を背景に、新たな教育環境として新開高等学院を設立した。

## 所在地
- 〒343-0845
- 埼玉県越谷市南越谷1丁目27−7 ノーブルクロス2-302